# Meseta de Turgay
La meseta de Turgay (en kazajo: Торғай Үстірті; en ruso: Тургайское плато) es una gran cadena montañosa situada en el noroeste de Kazajistán, en el Asia Central a una altura aproximada de entre 200 y 300 metros sobre el nivel del mar.
Tiene una extensión de unos 630 km en su orientación norte-sur y de unos 300 km en la este-oeste. Es atravesada por el barranco de Turgay, de unos 800 km de largo, que durante la última edad de hielo proporcionó una salida para el extinto lago glacial de Siberia Occidental.
Entre el Cretácico y el Eoceno, la meseta formaba parte del Estrecho de Turgai o Mar de Siberia Occidental, una extensión del mar de Tetis que separa Asia de Europa.